# Hanna Tetteh

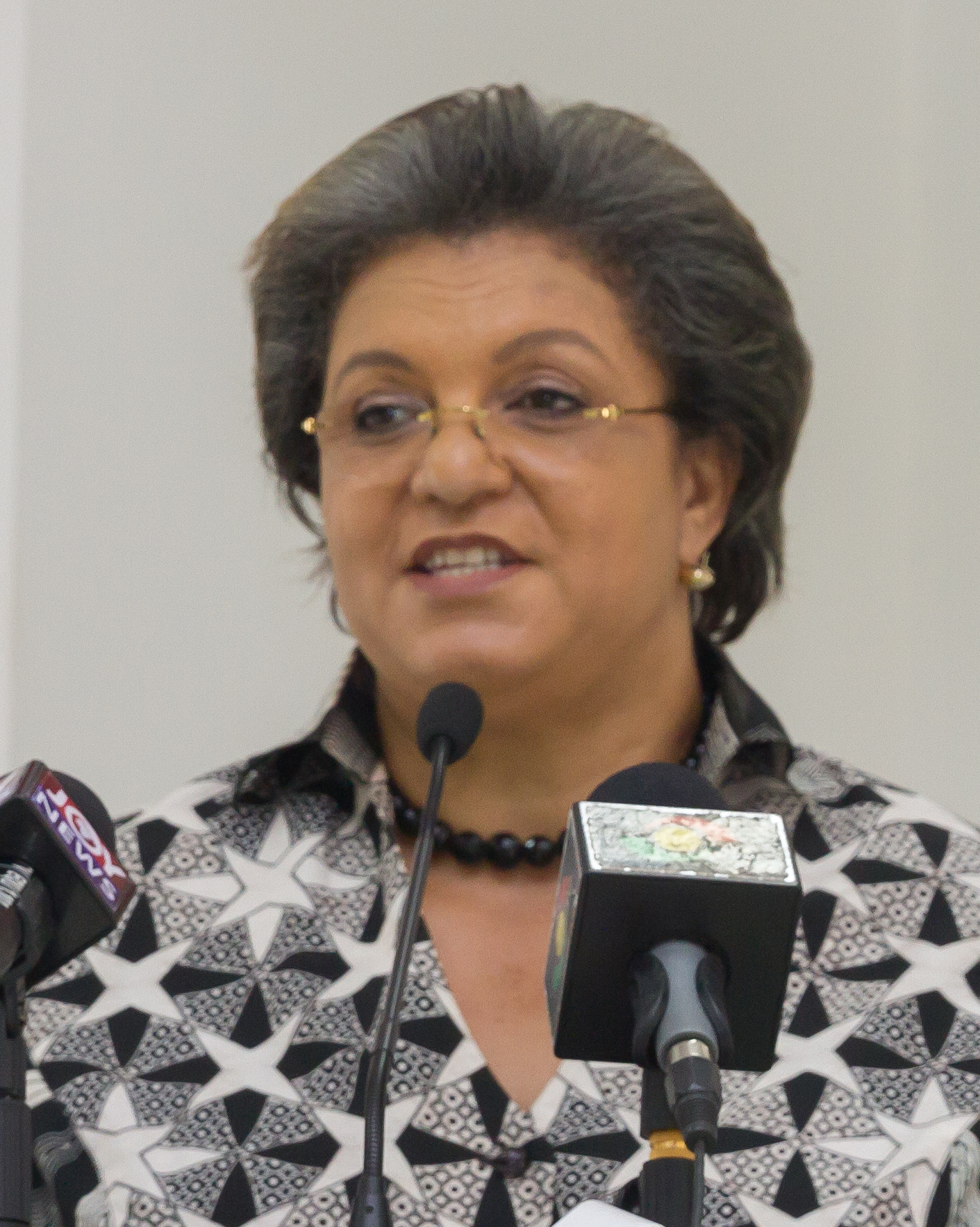
Hanna Tetteh (2016)

Hanna Serwaa Tetteh (* 31. Mai 1967 in Szeged, Volksrepublik Ungarn) ist eine ghanaische Rechtsanwältin, Diplomatin und Politikerin des National Democratic Congress (NDC), die unter anderem zwischen 2009 und 2013 Ministerin für Handel und Industrie sowie von 2013 bis 2017 Außenministerin war. 2018 wechselte sie als Funktionärin zu den Vereinten Nationen und war zunächst zwischen 2018 und 2019 Generaldirektorin des Büros der Vereinten Nationen in Nairobi sowie von 2019 bis 2022 UN-Sonderbeauftragte für die Afrikanische Union (AU). Von 2022 bis 2024 war sie UN-Sondergesandte für das Horn von Afrika. Seit Januar 2025 ist sie UN-Sonderbeauftragte und Leiterin von UNSMIL in Libyen.

## Leben

### Rechtsanwältin, Abgeordnete und Ministerin

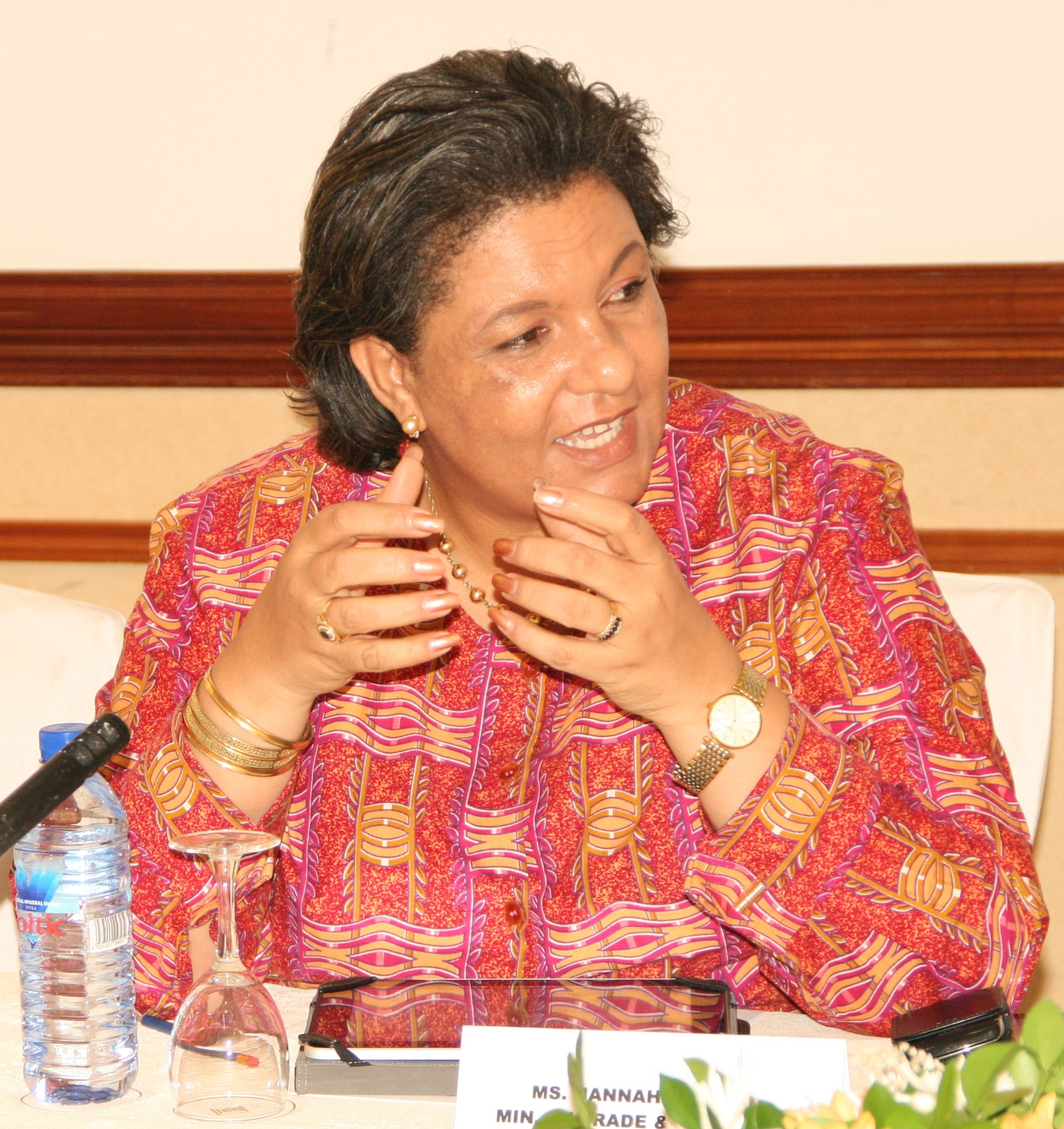
Hanna Tetteh (2010)

Hanna Serwaa Tetteh, Tochter eines ghanaischen Vaters und einer ungarischen Mutter, besuchte zwischen 1978 und 1985 die Wesley Girls’ High School (WGHS) in Cape Coast und begann daraufhin 1986 ein Studium der Rechtswissenschaften an der Universität von Ghana, das sie 1989 mit einem Bachelor of Laws (LL.B.) beendete. Im Anschluss besuchte sie die Ghana School of Law (GSL), eine Bildungseinrichtung zur Ausbildung von Rechtsanwälten, und erhielt nach deren Abschluss im Oktober 1992 ihre anwaltliche Zulassung als Barrister-at-Law. Sie war daraufhin einige Jahre als Rechtsanwältin tätig und wurde im Dezember 2000 für den National Democratic Congress (NDC) erstmals Mitglied des Parlaments von Ghana. Sie vertrat dort bis Januar 2005 den Wahlkreis Awutu Senya. Von Januar bis Februar 2009 war sie Sprecherin des Teams, das den Übergang zur Regierung von Staatspräsident John Atta Mills leitete.
Im Februar 2009 wurde sie als Ministerin für Handel und Industrie in das Kabinett von Staatspräsident Atta-Mills berufen. Nach dem Tode von John Atta Mills am 24. Juli 2012 behielt sie das Amt als Ministerin für Handel und Industrie (Minister for Trade and Industry) auch im darauf folgenden ersten Kabinett von Staatspräsident John Dramani Mahama. Während ihrer Amtszeit als Ministerin für Handel und Industrie war sie außerdem Mitglied des Wirtschaftsmanagementteams der Regierung, Vorstandsmitglied der Millenniums-Entwicklungsbehörde MiDA (Millennium Development Authority), Mitglied der Nationalen Entwicklungsplanungskommission NDPC  (National Development Planning Commission) und Vorsitzende der Behörde für die Ghanaischen Freihandelszonen GFZB (Ghana Free Zones Board ).
Nach dessen Wiederwahl zum Staatspräsidenten bei den Wahlen am 7. Dezember 2012 wurde sie am 11. Januar 2013 im zweiten Kabinett Mahama Nachfolgerin von Muhammad Mumuni als Minister für Äußere Angelegenheiten und Regionale Integration (Minister of Foreign Affairs and Regional Integration) und bekleidete dieses Amt bis Januar 2013. Außerdem wurde Seth Terkper zum Finanzminister ernannt. Sie wurden am 29. Januar 2013 vom Parlament bestätigt und am 30. Januar 2013 vereidigt. Unterdessen wurde am 20. Januar 2013 Kwesi Ahwoi als Innenminister und Mark Woyongo als Verteidigungsminister nominiert. Im Januar 2013 wurde sie außerdem für die NDC erneut Mitglied des Parlaments und gehörte diesem abermals als Vertreterin des Wahlkreises Awutu Senya bis Januar 2017 an. Als Außenministerin war sie außerdem Mitglied des Nationalen Sicherheitsrates (National Security Council) und des Streitkräfterates (Armed Forces Council). Darüber hinaus fungierte sie von 2014 bis 2015 als Vorsitzende des Ministerrates der Westafrikanischen Wirtschaftsgemeinschaft.

### UN-Funktionärin

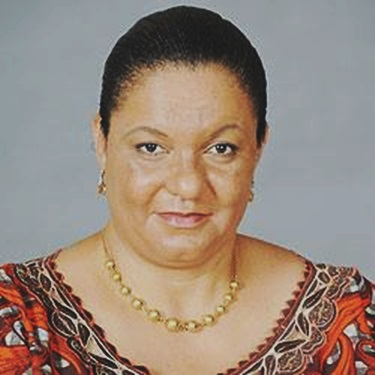
Hanna Tetteh (2013)

Nach ihrem Ausscheiden aus der Regierung wurde Hanna Tetteh 2017 zur Ko-Facilitatorin im Hochrangigen Forum zur Wiederbelebung des Abkommens zur Lösung des Konflikts im Südsudan ernannt und behielt diese Funktion bis 2018. Am 13. Juli 2018 gab der Generalsekretär der Vereinten Nationen António Guterres ihre Ernennung zur Generaldirektorin des Büros der Vereinten Nationen in Nairobi bekannt. Sie folgt auf Sahle-Work Zewde aus Äthiopien, die zur Sonderbeauftragten bei der Afrikanischen Union und Leiterin des Büros der Vereinten Nationen bei der Afrikanischen Union UNOAU ernannt wurde. Der stellvertretende Generalsekretär und leitende Koordinator für Friedens- und Sicherheitsreformen im Exekutivbüro des Generalsekretärs, Tamrat Samuel, fungierte bis zu ihrem Amtsantritt als amtierender Generaldirektor des Büros der Vereinten Nationen in Nairobi.
UN-Generalsekretär Guterres ernannte Hanna Serwaa Tetteh am 10. Dezember 2018 zu dessen Sonderbeauftragten bei der Afrikanischen Union (AU) und Leiterin des Büros der Vereinten Nationen bei der Afrikanischen Union (UNOAU). Sie trat dort erneut die Nachfolge von Sahle-Work Zewde  an. Hanna Tetteh bringt jahrzehntelange, zunehmend verantwortungsvolle Erfahrung auf nationaler, regionaler und internationaler Ebene in diese Position ein, einschließlich ausgeprägter Fähigkeiten bei der Konsensbildung zwischen Interessengruppen und Kenntnissen der Organisation, um die Partnerschaft zwischen den Vereinten Nationen und der Afrikanischen Union im Bereich Frieden und Sicherheit zu stärken.
Am 22. Februar 2022 gab UN-Generalsekretär Guterres die Ernennung von Hanna Tetteh zu dessen Sondergesandtin für das Horn von Afrika bekannt. Sie trat die Nachfolge von Parfait Onanga-Anyanga aus Gabun an. In ihrer neuen Funktion soll sie die Partnerschaft zwischen den Vereinten Nationen und den Ländern am Horn von Afrika sowie mit der Zwischenstaatlichen Entwicklungsbehörde IGAD (Intergovernmental Authority on Development) im Bereich Frieden und Sicherheit stärken. Sie gab das Amt 2024 auf und wurde im Januar als Nachfolgerin des Senegalesen Abdoulaye Bathily zur UN-Sonderbeauftragten und Leiterin von UNSMIL in Libyen ernannt.